# Список Янова
«Список Янова» («Список возможностей Internet») — список разнообразных ресурсов сети Интернет, созданный и поддерживавшийся Скоттом Яновым в 1991—1995 годах. Изначально опубликованный как частная рекомендация для начинающих всего из шести пунктов в новостной группе Usenet, список стремительно рос и стал значимым явлением ранней истории развития Интернета. Обладание Списком Янова (англ. The Yanoff List) стало самоподразумеваемым для новых пользователей Сети, а получение свежей копии списка из Сети — способом первого знакомства с основными приёмами работы в ней.
С экспоненциальным развитием Интернета в 1990-х годах, прежде всего World Wide Web, а также с появлением специализированных ресурсов каталогизации и поиска, актуальность Списка Янова быстро снижалась. Последнее его обновление вышло в мае 1995 года, после чего он вышел из широкого употребления. Тем не менее, и годы спустя Список Янова приводился как яркий феномен раннего этапа развития Интернета и как родоначальник авторизованных жёлтых страниц Интернета, подсказавший коммерческий потенциал подобных изданий.

## История

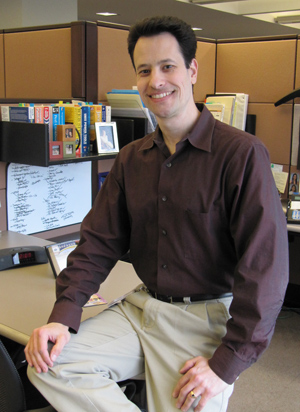
Скотт Янов в 2011 году

Скотт Янов, на тот момент студент факультета информатики Университета Висконсина-Милуоки, в сентябре 1991 года составил для себя список из шести сетевых ресурсов, которые показались ему полезными или просто интересными на начальном этапе знакомства с возможностями Интернета. Он поделился этим списком в группах новостей alt.bbs.internet и news.answers. Список немедленно обрёл популярность, разошёлся по иным группам, а сам Янов получил множество рекомендаций по включению в список других ресурсов.
Указанные события подтолкнули Янова к идее регулярных выпусков обновлённых и расширенных версий списка. Формально он назывался «Special internet services», позднее «Special internet connections», но в сетевой среде был известен просто как «The Yanoff List» («Список Янова») или как «The Yanoff Internet Services List».
В рассматриваемую эпоху Интернет воспринимался как множество отдельных ресурсов, доступных через самые различные протоколы как в «общей сети», так и через шлюзы в частных сетях CompuServe, MCI Mail и подобных. При этом WWW был мало известен, а первые реализации браузеров не предоставляли каких-либо значимых преимуществ по сравнению с тем же Gopher. Этот фактор следует учитывать для понимания крайнего эклектизма списка, в котором адреса Telnet, FTP, команды Finger, списки рассылки, каналы IRC и иное следуют единым списком по принципу общей тематики. Такой же эклектизм был затем унаследован первыми изданиями «Жёлтых страниц Интернета».
Очередные обновления списка распространялись Яновым без права модификации без разрешения автора и с правом свободного использования с некоммерческими целями. В 1994 году журнал PC Magazine назвал Список Янова вторым по значимости источником «об Интернете в Интернете». Последнее обновление списка было опубликовано 28 мая 1995 года, после чего его поддержка прекратилась.

## Получение списка
HTML-версия Списка Янова по последнему официальному URL более недоступна, но её архивная копия (последнее обновление 28 мая 1995) доступна через Архив Интернета, см. раздел «Ссылки».
Ниже пример получения текстовой копии Списка Янова в 1994 году через эмулятор терминала пользователем Netcom (США), приведённый с комментариями и пояснениями в пособии «The Internet Roadmap».
Особенностью ранних систем обмена данными была их крайняя велеречивость (многословность, англ. verbosity) со стороны программы на сервере. Во-первых, разработчики вынуждены были совмещать ответы с подсказками и системой помощи. Во-вторых, программа сообщала пользователю буквально о каждом внутреннем шаге, потому что это нравилось пользователям. Если убрать неважное и учесть, что цифры в начале строк — коды ответа сервера, то весь процесс короче и проще, чем выглядит.
Пользователь подключается к FTP серверу Университета Висконсина-Милуоки и регистрируется как анонимный пользователь (anonymous). Стандартной практикой в то время было задать в таком случае как временный пароль свой реальный адрес электронной почты. Затем пользователь в общем каталоге /pub просит найти все файлы, начинающиеся на букву i (dir i*). Для удобства новичков большинство серверов в то время держало только один файл на эту букву, Список Янова, который стандартно назывался inet.services.txt Пользователь находит файл и скачивает его себе на компьютер, после чего закрывает соединение (quit).
```
netcom% ftp ftp.csd.uwm.edu
Connected to alpha2.csd.uwm.edu.
 220 alpha2.csd.uwm.edu FTP server (Version wu-2.1c(2)) ready.
 Name (ftp.csd.uwm.edu:bkf): anonymous
 331 Guest login ok, send your complete e-mail address as password.
 Password: rosebody@well.sf.ca.us
 230-University of Wisconsin-Milwaukee FTP server
 230-Local time is Thu Jun  9 22:57:22 1994
 230-
 230-If you have any unusual problems, please report them
 230-via e-mail to help@uwm.edu.
 230-
 230-If you do have problems, please try using a dash (-) as the
 230-first character of your password -- this will turn off the
 230-continuation messages that may be confusing your ftp client.
 230-
 230-Please read the file Policy
 230-  it was last modified on Mon Jan 24 12:49:58 1994 - 136 days ago
 230 Guest login ok, access restrictions apply.
 ftp> cd pub
 250-This directory contains public files for anonymous users. Files may
 250-be read, but not written (use "/incoming" for writing new files).
 250-
 250 CWD command successful.
 ftp> dir i*
 200 PORT command successful.
 150 Opening ASCII mode data connection for /bin/ls.
 -rwxr-xr-x  1 4494     -2          48244 Jun  1 14:58 inet.services.txt
 ftp> get inet.services.txt
 200 PORT command successful.
 150 Opening ASCII mode data connection for inet.services.txt (48244 bytes).
 226 Transfer complete.
 local: inet.services.txt remote: inet.services.txt
 49151 bytes received in 0.86 seconds (56 Kbytes/s)
 ftp> quit
 221 Goodbye.
 netcom%
```